# Cúp Intertoto 1963–64
Cúp Intertoto 1963–64 với chức vô địch thuộc về Slovnaft Bratislava bảo vệ thành công chức vô địch khi đánh bại Polonia Bytom trong trận chung kết. Giải đấu được mở rộng trong mùa này với số đội tham gia lên đến 48 so với 32 đội ở mùa giải trước, bao gồm các đội bóng lần đầu tiên tham gia đến từ Bỉ – điều đó có nghĩa là thêm một vòng đấu loại trực tiếp nữa giữa Vòng bảng và Tứ kết.

## Vòng bảng
Các đội bóng được chia thành 12 bảng, mỗi bảng 4 đội. Các bảng được chia theo khu vực địa lý gồm 'A', dành cho các đội ở Bỉ, Pháp, Ý và Thụy Sĩ; 'B' dành cho các đội ở Áo, Hà Lan, Thụy Điển và Tây Đức; và 'C' dành cho các đội ở Tiệp Khắc, Đông Đức, Ba Lan và Nam Tư. Mười hai đội thắng vòng bảng (in đậm ở các bảng dưới) vào vòng đấu loại trực tiếp – các câu lạc bộ từ các khu vực, 'A' 'B' and 'C', được phân cách nhau ra.

### Bảng A1
| XH | Đội            | Tr | T | H | T | BT | BB | HS | Đ |
| -- | -------------- | -- | - | - | - | -- | -- | -- | - |
| 1  | Standard Liège | 6  | 2 | 3 | 1 | 8  | 8  | 0  | 7 |
| 2  | Fiorentina     | 6  | 2 | 2 | 2 | 8  | 9  | −1 | 6 |
| 3  | Sedan          | 6  | 2 | 2 | 2 | 12 | 16 | −4 | 6 |
| 4  | Zürich         | 6  | 1 | 3 | 2 | 11 | 6  | +5 | 5 |

### Bảng A2
| XH | Đội             | Tr | T | H | T | BT | BB | HS  | Đ |
| -- | --------------- | -- | - | - | - | -- | -- | --- | - |
| 1  | Sampdoria       | 6  | 4 | 1 | 1 | 13 | 3  | +10 | 9 |
| 2  | Nîmes           | 6  | 4 | 1 | 1 | 13 | 7  | +6  | 9 |
| 3  | Royal Antwerp   | 6  | 2 | 0 | 4 | 9  | 14 | −5  | 4 |
| 4  | Lausanne Sports | 6  | 1 | 0 | 5 | 5  | 16 | −11 | 2 |

### Bảng A3
| XH | Đội         | Tr | T | H | T | BT | BB | HS | Đ |
| -- | ----------- | -- | - | - | - | -- | -- | -- | - |
| 1  | Modena      | 6  | 3 | 2 | 1 | 8  | 6  | +2 | 8 |
| 2  | La Gantoise | 6  | 2 | 3 | 1 | 10 | 9  | +1 | 7 |
| 3  | Toulouse    | 6  | 3 | 0 | 3 | 14 | 10 | +4 | 6 |
| 4  | Young Boys  | 6  | 1 | 1 | 4 | 7  | 14 | −7 | 3 |

### Bảng A4
| XH | Đội               | Tr | T | H | T | BT | BB | HS | Đ |
| -- | ----------------- | -- | - | - | - | -- | -- | -- | - |
| 1  | Rouen             | 6  | 4 | 0 | 2 | 18 | 13 | +5 | 8 |
| 2  | Venezia           | 6  | 3 | 1 | 2 | 10 | 7  | +3 | 7 |
| 3  | Lierse            | 6  | 3 | 1 | 2 | 7  | 8  | −1 | 7 |
| 4  | La Chaux-de-Fonds | 6  | 0 | 2 | 4 | 11 | 18 | −7 | 2 |

### Bảng B1
| XH | Đội          | Tr | T | H | T | BT | BB | HS  | Đ  |
| -- | ------------ | -- | - | - | - | -- | -- | --- | -- |
| 1  | Rapid Vienna | 6  | 5 | 0 | 1 | 17 | 6  | +11 | 10 |
| 2  | PSV          | 6  | 4 | 0 | 2 | 11 | 10 | +1  | 8  |
| 3  | Neumünster   | 6  | 2 | 0 | 4 | 9  | 14 | −5  | 4  |
| 4  | Djurgården   | 6  | 1 | 0 | 5 | 6  | 13 | −7  | 2  |

### Bảng B2
| XH | Đội              | Tr | T | H | T | BT | BB | HS  | Đ  |
| -- | ---------------- | -- | - | - | - | -- | -- | --- | -- |
| 1  | Bayern Munich    | 6  | 4 | 2 | 0 | 19 | 9  | +10 | 10 |
| 2  | First Vienna     | 6  | 3 | 1 | 2 | 14 | 11 | +3  | 7  |
| 3  | Sparta Rotterdam | 6  | 3 | 0 | 3 | 13 | 17 | −4  | 6  |
| 4  | Gothenburg       | 6  | 0 | 1 | 5 | 10 | 19 | −9  | 1  |

### Bảng B3
| XH | Đội       | Tr | T | H | T | BT | BB | HS  | Đ |
| -- | --------- | -- | - | - | - | -- | -- | --- | - |
| 1  | Örgryte   | 6  | 3 | 2 | 1 | 14 | 10 | +4  | 8 |
| 2  | Wiener AC | 6  | 3 | 1 | 2 | 7  | 8  | −1  | 7 |
| 3  | Pirmasens | 6  | 3 | 0 | 3 | 19 | 11 | +8  | 6 |
| 4  | Enschede  | 6  | 1 | 1 | 4 | 5  | 16 | −11 | 3 |

### Bảng B4
| XH | Đội             | Tr | T | H | T | BT | BB | HS | Đ |
| -- | --------------- | -- | - | - | - | -- | -- | -- | - |
| 1  | Norrköping      | 6  | 4 | 1 | 1 | 14 | 9  | +5 | 9 |
| 2  | Ajax            | 6  | 3 | 1 | 2 | 17 | 12 | +5 | 7 |
| 3  | Tasmania Berlin | 6  | 1 | 3 | 2 | 11 | 16 | −5 | 5 |
| 4  | Schwechat       | 6  | 1 | 1 | 4 | 12 | 17 | −5 | 3 |

### Bảng C1
| XH | Đội                 | Tr | T | H | T | BT | BB | HS | Đ |
| -- | ------------------- | -- | - | - | - | -- | -- | -- | - |
| 1  | Slovnaft Bratislava | 6  | 4 | 1 | 1 | 12 | 4  | +8 | 9 |
| 2  | Velež Mostar        | 6  | 3 | 1 | 2 | 9  | 12 | −3 | 7 |
| 3  | Zagłębie Sosnowiec  | 6  | 3 | 0 | 3 | 8  | 8  | 0  | 6 |
| 4  | Motor Jena          | 6  | 1 | 0 | 5 | 3  | 8  | −5 | 2 |

The Sosnowiec v Jena match was abandoned after Jena ended up with too few players (due to injuries and sendings-offs), the score at the time was allowed to stand.

### Bảng C2
| XH | Đội               | Tr | T | H | T | BT | BB | HS | Đ |
| -- | ----------------- | -- | - | - | - | -- | -- | -- | - |
| 1  | Slovan Bratislava | 6  | 3 | 2 | 1 | 12 | 7  | +5 | 8 |
| 2  | Ruch Chorzów      | 6  | 3 | 1 | 2 | 12 | 8  | +4 | 7 |
| 3  | OFK Belgrade      | 6  | 2 | 2 | 2 | 7  | 12 | −5 | 6 |
| 4  | Empor Rostock     | 6  | 0 | 3 | 3 | 5  | 9  | −4 | 3 |

### Bảng C3
| XH | Đội               | Tr | T | H | T | BT | BB | HS | Đ |
| -- | ----------------- | -- | - | - | - | -- | -- | -- | - |
| 1  | Polonia Bytom     | 6  | 2 | 3 | 1 | 17 | 10 | +7 | 7 |
| 2  | Red Star Belgrade | 6  | 3 | 1 | 2 | 15 | 15 | 0  | 7 |
| 3  | Vorwärts Berlin   | 6  | 1 | 3 | 2 | 10 | 9  | +1 | 5 |
| 4  | Jednota Trenčín   | 6  | 2 | 1 | 3 | 7  | 15 | −8 | 5 |

### Bảng C4
| XH | Đội          | Tr | T | H | T | BT | BB | HS | Đ |
| -- | ------------ | -- | - | - | - | -- | -- | -- | - |
| 1  | Odra Opole   | 6  | 3 | 2 | 1 | 8  | 3  | +5 | 8 |
| 2  | SONP Kladno  | 6  | 3 | 1 | 2 | 7  | 8  | −1 | 7 |
| 3  | Hajduk Split | 6  | 3 | 0 | 3 | 7  | 8  | −1 | 6 |
| 4  | Zwickau      | 6  | 1 | 1 | 4 | 6  | 9  | −3 | 3 |

## Vòng Một
- Hai đội thua xuất sắc nhất cũng được quyền tham gia Tứ kết – đó là Modena (3–4) và Örgryte (1–2).

| Đội 1               | TTS  | Đội 2             | Lượt đi | Lượt về |
| ------------------- | ---- | ----------------- | ------- | ------- |
| Odra Opole          | 5–2  | Norrköping        | 3–2     | 2–0     |
| Rapid Vienna        | 0–31 | Standard Liège    | 0–1     | 0–2     |
| FC Bayern Munich    | 4–7  | Rouen             | 2–3     | 2–4     |
| Slovnaft Bratislava | 4–3  | Modena            | 4–1     | 0–2     |
| Örgryte             | 1–2  | Slovan Bratislava | 0–1     | 1–1     |
| Polonia Bytom       | 3–1  | Sampdoria         | 1–1     | 2–0     |

## Tứ kết
| Đội 1               | TTS    | Đội 2             | Lượt đi | Lượt về |
| ------------------- | ------ | ----------------- | ------- | ------- |
| Odra Opole          | 1–11,2 | Slovan Bratislava | 1–1     | 0–0     |
| Rouen               | 6–33   | Standard Liège    | 3–0     | 3–3     |
| Polonia Bytom       | 10–3   | Örgryte           | 3–2     | 7–1     |
| Slovnaft Bratislava | 3–1    | Modena            | 2–1     | 1–0     |

1 Odra Opole vào bán kết nhờ tung đồng xu.

## Bán kết
| Đội 1               | TTS | Đội 2      | Lượt đi | Lượt về |
| ------------------- | --- | ---------- | ------- | ------- |
| Polonia Bytom       | 2–1 | Odra Opole | 2–1     | 0–0     |
| Slovnaft Bratislava | 7–2 | Rouen      | 5–0     | 2–2     |

## Chung kết
Thi đấu một lượt ở Vienna (địa điểm trung lập).
| Đội 1               | Tỉ số | Đội 2         |
| ------------------- | ----- | ------------- |
| Slovnaft Bratislava | 1–0   | Polonia Bytom |